# Karel Treybal

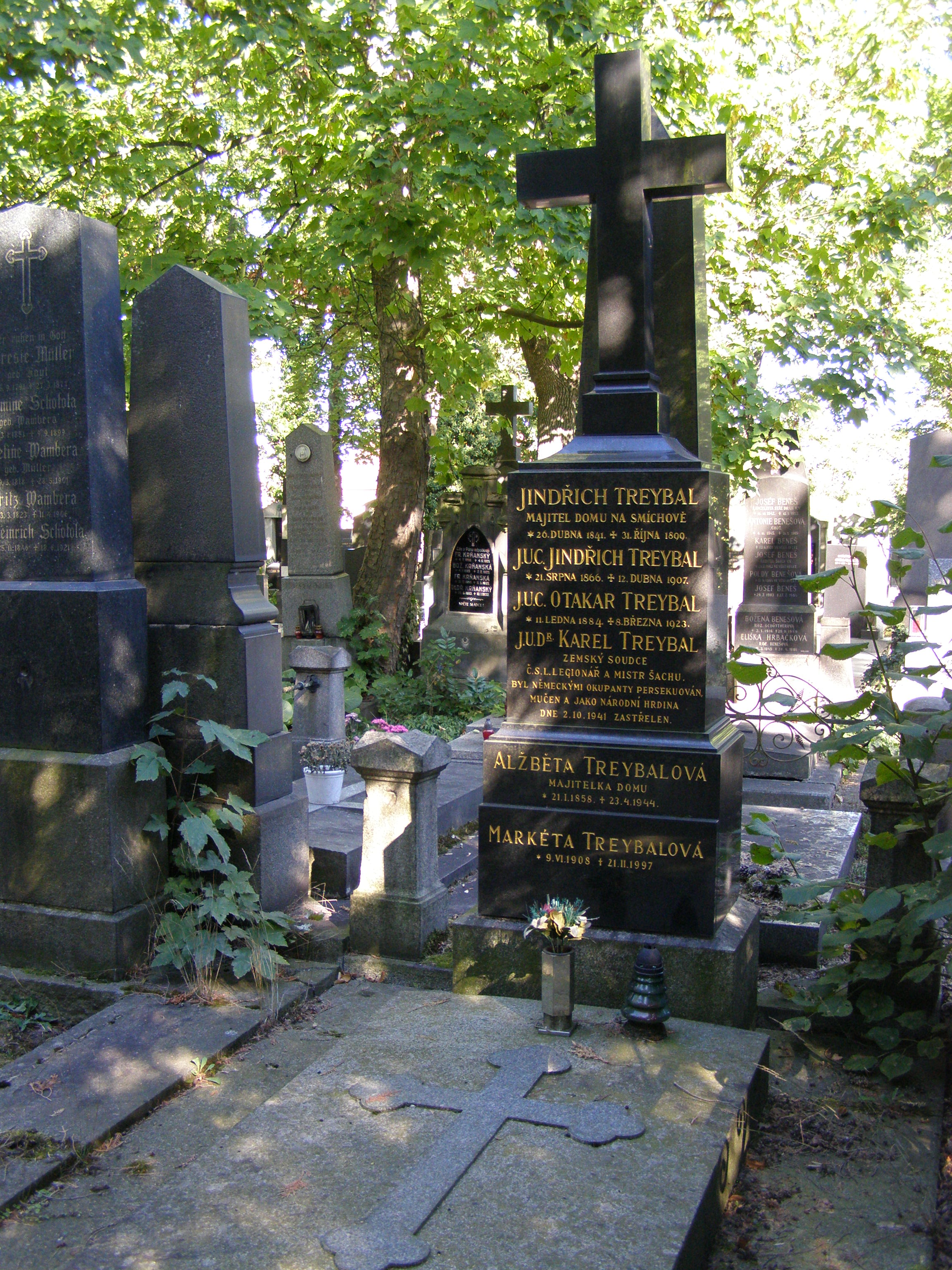
Hrob na hřbitově na Malvazinkách

Karel Treybal (1. února 1885 Praskolesy – 2. října 1941 Praha) byl rakousko-uherský a posléze československý šachista, mistr Ústřední jednoty českých šachistů od roku 1909 (kdy obsadil na sjezdovém turnaji v Praze druhé místo za Oldřichem Durasem), mistr Československa z roku 1921, kdy se dělil o první místo s Karlem Hromádkou a Ladislavem Prokešem.

## Život

### Kariéra
Největším Treybalovým úspěchem na mezinárodních turnajích bylo šesté až sedmé místo (společně s Aaronem Nimcovičem) na turnaji v Karlových Varech roku 1923, kdy dokonce porazil vítěze turnaje Alexandra Aljechina.
Karel Treybal hrál na třech šachových olympiádách:
- roku 1930 v Hamburku, kde mužstvo Československa skončilo na pátém místě,[4]
- roku 1933 ve Folkestone, kde společně se Salomonem Flohrem, Karlem Opočenským, Josefem Rejfířem a Karlem Skaličkou vybojoval 2. místo,[5]
- roku 1935 ve Varšavě, kde československé mužstvo skončilo páté.[6]

### Úmrtí
Karel Treybal byl roku 1941 popraven nacisty pro údajné ilegální držení střelné zbraně. Pohřben byl v rodinném hrobě na hřbitově Malvazinky. Na náhrobku je nápis: „J.U.D.R. KAREL TREYBAL / ZEMSKÝ SOUDCE / Č.S.L. LEGIONÁŘ A MISTR ŠACHU. / BYL NĚMECKÝMI OKUPANTY PERSEKUOVÁN, / MUČEN A JAKO NÁRODNÍ HRDINA / DNE 2.10.1941 ZASTŘELEN“.